# أبو بكر الطرطوشي
أبو بكر محمد بن الوليد بن خلف المعروف بأبي بكر الطرطوشي أو ابن أبي رندقة‏ (451هـ - 520هـ) فقيه مالكي، صاحب كتاب سراج الملوك في سلوك الملوك .

## مسيرته
ولد في مدينة طرطوشة الأندلسية وحفظ فيها القرآن وتعلم القراءة والكتابة. انتقل إلى سرقسطة وتتلمذ على يد أبي الوليد الباجي. ذهب في عام 476 هـ في رحلة للمشرق الإسلامي، فاتجه إلى مكة ليؤدي الحج ثم قصد بغداد والبصرة ومكث فيهما مدة من الزمن يتفقه على علماء العراق.
توجه بعدها إلى الشام، فزار حلب وإنطاكية ونزل بمدينة بيت المقدس. قصد بعد الشام الإسكندرية ومكث فيها معلما للفقه والحديث. تزوج بسيدة من الإسكندرية أهدته بيتها فجعل من الدور العلوي دارا له ومن الطابق الأسفل مكانا لتلقين العلم.
اتجه الطرطوشي إلى القاهرة لينصح حاكم البلاد الفاطمية الوزير الأفضل بن بدر الجمالي إذ كان الجمالي ظالما مستبدا بشعبه. كان مما قاله للوزير «واعلم أن هذا الملك الذي أصبحت فيه إنما صار إليك بموت من كان قبلك، وهو خارج عن يديك مثل ما صار إليك؛ فاتق الله فيما حولك من هذه الأمة، فإن الله سائلك عن النقير والقطمير والفتيل، ذكر القرآن: "فوربك لنسألنهم أجمعين عما كانوا يعملون"».

## شيوخه وتلاميذه
تفقه الطرطوشي - – على جملة من المشايخ من أبرزهم بالأندلس، الإمام أبو الوليد الباجي وأبو محمد بن حزم.
وتتلمذ بعد رحلته على يد علماء بالمشرق كأبي بكر الشاشي وأبي العباس أحمد الجـــرجاني، وأبي عـــلي التستري، وأبي عبد الله الدامغاني، وأبي محمد رزق الله التميمي الحنبلي، وأبي عبد الله الحميدي وغيرهم.
أما تلاميذه فقال الذهبي: «حدث عنه أبو طاهر السلفي، والفقيه سلا َّ بن المقدم، وجوهر بـــن لؤلؤ المقرئ، الفقيه صالح بن بنت معافي المالـكـي، وعبد الله بن عطاف الأزدي، ويوسف بن محمد القروي الفرضي، وعلي بن مهدي بن قلينا، وأبوطالب أحمد المســلم اللخمي، وظافر بن عطية، وأبوالطاهر إسماعيل بن عوف، وأبومحمد عبد الله بن عبد الرحمن العثماني، وعبد المجيد بن دليل وآخرون».
ومن تلاميذه: القاضي أبو بكر ابن العربي المالكي، وأبوبكر الغسَّاني محمد ابن إبراهــيم بن أحمد بن الأسود، وأبوبكر محمد بن الحسين الميورقي، وأبوعلي الحسن بن عـــلي بـــن الحسن بن عمر الأنصاري، وإبراهيم بن أحمد بن عبد الله السلمي الحاكم، وأبراهيم بن صالح بن إبراهيم بن صالح المرادي، وإبراهيم بن الحاج أحمد بن عبد الرحمن الأنصاري، والوليد بن موفق أبوالحسن السبتي، وحسين بن محمد بن فيرة بن حيون بن سكرة الصدفي، وأبوالفضل عياض بن موسى بن عياض اليحصبي، وابن تومرت مؤسس الدولة الموحدية، وسند بن عنان الأزدي أكبر تلاميذ الطرطوشي، وأحمد بن أحمد بن إســــحاق الدندانفاني السمعاني، وأحمد بن محمد بن أحمد الأصفهاني، وأبوطاهر السلفي، إسماعــــيل بـــن مـكـــي بــن إسماعيل بن عيسى الزهري، وظافر بن عطية بن مولاهم بن فائد اللخمي.
اتجه الطرطوشي إلى القاهرة لينصح حاكم البلاد الفاطمية الوزير الأفضل بن بدر الجمالي إذ كان الجمالي ظالما مستبدا بشعبه. كان مما قاله للوزير «واعلم أن هذا الملك الذي أصبحت فيه إنما صار إليك بموت من كان قبلك، وهو خارج عن يديك مثل ما صار إليك؛ فاتق الله فيما حولك من هذه الأمة، فإن الله سائلك عن النقير والقطمير والفتيل، قال الله: «فوربك لنسألنهم أجمعين عما كانوا يعملون»».

## عقيدته وثناء العلماء عليه
اشتهر الطرطوشي من بين علماء الأندلس بالعلم والرد على المبتدعات في الدين، فأصبح من علماء أهل السنة الذين يُشار إليهم ويؤخذ من علمهم، وحصل له القبول والثناء من العلماء. قال القاضي عياض عنه: ««وسكن الشام مدة وتقدم في الفقه مذهباً وخلافاً وفي الأصول وعلم التوحيد، وحصلت له الإمامة، ودرس ولازم الزهد والانقباض والقناعة مع بعد صيته وعظم رياسته»». وقال عنه أبوبكر بن العربي عند لقائه لـــه في دمشق وبيت المقدس: ««فشاهدت هديه، وسمعت كلامه، فامتلأت عيني وأذني منه»». ووصفه ابن العربي – أيضا - : ««بالعلم والفضل والزهد في الدنيا والإقبال على ما يغنيه»». كما أثنى عليه ابن بشكوال في الصلة فقال: ««كان إماماً عالماً، عاملاً زاهداً، ورعاً ديناً متواضعاً، متقشفاً، متقللاً من الدنيا، راضياً منها باليسـير».» وذكر الذهبي عن أحد مشايخ الطرطوشي قوْله: ««كان شيخنا أبو بكر زهده وعبادته أكثر من علمه».»

## مؤلفاته
- سراج الملوك
- مختصر تفسير الثعالبي
- شرح لرسالة الشيخ ابن أبي زيد القيرواني
- الكتاب الكبير في مسائل الخلاف
- كتاب الفتن
- كتاب الحوادث والبدع.
- كتاب الذكر، ذكره ابن الحاج في المدخل ج1 ص 97
- تحريم الاستمناء - تحقيق عمرو شوقي عبد العظيم وعمرو عبد العظيم الجويني (دار المعالي للنشر والتوزيع 2021 م).